# Super salaryman Saenai-shi
Super salaryman Saenai-shi (スーパーサラリーマン左江内氏?, Sūpā sararīman Saenai-shi, lett. "Il super-impiegato signor Saenai") è una serie televisiva giapponese tratta da un manga di Fujiko F. Fujio, nella quale il protagonista è un tipico impiegato giapponese (salaryman) con tutti i luoghi comuni che lo caratterizzano che, improvvisamente, diventa un supereroe.

## Trama
La vita di Hideo Saenai scorre monotona e priva di responsabilità, fra le noiose giornate in ufficio (ravvivate dalle uscite aziendali in cui il nostro si ubriaca) e la sottomissione nei confronti della moglie e dei figli a casa.
Un giorno, dopo l'ennesima figuraccia (nientemeno che col figlio Moyao, di appena 8 anni), viene avvicinato da un misterioso anziano che gli offre un costume simile a quello di Superman e gli propone di diventare un supereroe. Hideo, credendo che l'anziano lo stia prendendo in giro, cerca inutilmente di dileguarsi. Alla fine dice all'anziano “Come faccio a fare Superman, proprio io che sono un semplice salaryman (impiegato)?”, al che questi gli risponde “Allora sarai un SUPER SALARYMAN!”. Ma Hideo, refrattario a ogni tipo di responsabilità, si allontana. Un giorno, mentre Hideo si trova al lavoro, riceve una telefonata dalla moglie che gli intima di portare il pranzo a scuola alla figlia Haneko. Hideo, incapace di imporsi, esce dalla sede dell'azienda per dare alla figlia il pranzo, ma si rende conto che una simile assenza potrebbe costargli il posto di lavoro. Proprio in quel momento si fa vivo l'anziano, che gli ripropone di indossare la divisa di supereroe, la quale gli consentirà di obbedire alla moglie e di tornare in ufficio in pochissimo tempo. Hideo, con l'acqua alla gola, accetta e grazie al costume acquisisce superpoteri degni di Superman (volo alla velocità della luce, forza soprannaturale, vista a raggi X, udito supersensibile, ecc.). Da quel giorno, seppur riluttante (e cercando spesso di rinunciare al ruolo che si è ritrovato fra capo e collo) aiuta le persone che si trovano in difficoltà e a volte anche se stesso, in famiglia e sul lavoro. Tuttavia non può trarre benefici dalle sue buone azioni in quanto, non appena si allontana, tutti quelli che lo hanno visto vengono colpiti dal "raggio dell'oblio" (忘却光線?, bōkyaku kōsen), dimenticando così sia Super salaryman sia ciò che lo ha fatto intervenire. Nell'ultima puntata, dopo aver fallito nel tentativo di salvare un bambino che stava cadendo da un condominio, Hideo si sente un fallito anche come supereroe e riesce a convincere l'anziano misterioso (che puntualmente gli si ripresenta) ad affidare tale compito a qualcun altro, ma quando ciò avviene Hideo perderà anche il suo lavoro e la sua famiglia. Ma, dopo aver scoperto che il bambino caduto si è salvato proprio perché lo ha portato volando all'ospedale e aver sentito alla televisione che la moglie Enko, della quale è follemente innamorato nonostante tutto, si trova in un pullman i cui passeggeri sono presi in ostaggio da un otaku, sarà lui stesso a chiedere all'anziano misterioso incontrato nuovamente di poter riprendere il costume per salvare Enko e affrontare le responsabilità che gli si pareranno di fronte, come uomo e supereroe. Nel finale, Hideo è un uomo nuovo, con una maggiore consapevolezza delle sue capacità.

## Personaggi e interpreti
- Hideo Saenai (kanji: 左江内 英雄), 52 anni, interpretato da Shinichi Tsutsumi. Protagonista della serie. Originario della prefettura di Tochigi, lavora come caposezione presso l'impresa edile “Fujiko”. Di natura eccessivamente mite, cerca in tutti i modi di evitare le responsabilità, cosa che gli ha impedito di fare carriera e che lo ha reso succube della moglie Enko. Neppure i figli Haneko e Moyao non hanno molta considerazione per lui. La sua vita cambierà completamente diventando un supereroe.
- Enko Saenai, (kanji: 左江内 円子), 50 anni, interpretata da Kyōko Koizumi. Moglie dominatrice di Hideo, nonostante sia una casalinga detesta fare i lavori domestici (che impone al marito, non appena questi rientra dal lavoro). Iperprotettiva nei confronti dei figli Haneko e Moyao, dorme fino a tardi e passa il tempo a parlare con le amiche e a usare lo smartphone. Rimprovera continuamente al marito di non fare carriera e di non guadagnare abbastanza, accusandolo di trascurare lei e i figli. Tuttavia si sente molto legata a lui, anche se non lo dà assolutamente a vedere.
- Haneko Saenai, (kanji: 左江内 はね子), 16 anni, interpretata da Haruka Shimazaki. Figlia primogenita di Hideo ed Enko, studentessa liceale egoista e irrispettosa, sogna di diventare un'idol. Verso la fine della serie addolcirà in parte il suo atteggiamento.
- Moyao Saenai (kanji: 左江内 もや夫), 8 anni, interpretato da Ayumu Yokoyama. Figlio secondogenito di Hideo ed Enko, simile alla sorella per temperamento, viene in qualche modo rieducato dal padre dopo che questi diventa un supereroe.
- Mitsuo Minoshima (kanji: 簑島 光男), 55 anni, interpretato da Katsumi Takahashi. Direttore della sezione 3 dell'impresa edile “Fujiko”, è quindi il diretto superiore di Hideo.
- Terushi Ikesugi (kanji: 池杉 照士), 27 anni, interpretato da Kento Kaku. Impiegato dell'impresa “Fujiko”, di carattere eccentrico e donnaiolo, è il leccapiedi di Minoshima. In una puntata riceve da Hideo, completamente ubriaco, il costume che usa per farsi bello agli occhi delle ragazze e quindi sedurle, malgrado sia fidanzato con Michiru.
- Michiru Kamata (kanji: 蒲田 みちる), 24 anni, interpretata da Akari Hayami. Impiegata dell'impresa “Fujiko”, fidanzata con Terushi.
- Eri Shimoyama (kanji: 下山 えり), 26 anni, interpretata da Eriko Tomiyama. Impiegata dell'impresa “Fujiko”, amica di Michiru.
- Anziano misterioso, interpretato da Takashi Sasano. È colui che dà a Hideo il costume con relativi superpoteri. Riappare costantemente per verificare come sia cambiata la vita di Hideo e contribuisce a farlo maturare.
- Yonekura/Capitan Man/vari personaggi (kanji: 米倉 / キャプテンマン), interpretato da Jirō Katō. Nel corso della serie vestirà i ruoli di diversi personaggi, salvo poi apparire, nell'ultima puntata, come un altro supereroe (anche lui diventato tale grazie all'anziano misterioso).
- Ikuo Koike (kanji: 小池 郁男), 39 anni, interpretato da Tsuyoshi Muro. Ispettore di polizia con una grande passione per i ramen, goffo e maldestro, approfitta del raggio dell'oblio che colpisce i beneficiati dall'intervento di Super salaryman per attribuirsi i meriti di tali imprese.
- Sukezō Karino (kanji: 刈野 助造), 29 anni, interpretato da Tomoya Nakamura. Poliziotto agli ordini dell'ispettore Koike, infantile e credulone.